# گل‌بهار (ازبکستان)
گل‌بهار (به ازبکی: Gulbahor) یک شهرک در ازبکستان است که در ناحیه ینگی‌یول واقع شده‌است. گل‌بهار ۱۲٬۱۰۰ نفر جمعیت دارد.